# Serra del Mig (Lladó)
La Serra del Mig és una serra situada al municipi de Lladó a la comarca de l'Alt Empordà, amb una elevació màxima de 212 metres.